# 谷口智一
谷口 智一（たにぐち ともかず、1978年5月12日 - ）は、日本の実業家、投資家、会社経営者、プロレスラー、高知県観光特使。
ベストボディ・ジャパングループ会長、一般社団法人ベストボディ・ジャパン協会創設者、代表理事・会長兼CEO、BEST BODY株式会社代表取締役社長兼CEO、BEST BODY SECRET株式会社代表取締役社長兼CEO

## 来歴
高知県室戸市佐喜浜町生まれ、高知市育ち。
現在は自身が経営する会社の本社がある東京都港区在住。
学生時代は小中学校と野球少年であり、高校時代は甲子園で2度優勝している高知県の野球の強豪校、高知高校でレギュラー選手として活躍。
卒業後は、大阪府警察本部警察官として主に機動隊員として勤務。
4年間の警察官としての勤務後に会社経営者を目指すため自主退官する。
その後、フィットネス系企業で営業管理職やパーソナルトレーナーを経験。
2009年にプロレスラーとして(DDTプロレス後楽園ホール大会)デビュー。
2018年にベストボディ・ジャパンプロレスリングを設立し現在も現役のプロレスラーとして定期的に試合へ出場している。
2011年には当初の目標通り起業し、2012年に健康美を競う年齢別の美男美女ボディコンテスト「ベストボディ・ジャパン」を創設する。
ベストボディ・ジャパンは、毎年出場選手数1万5千人以上、観客動員数10万人以上の日本最大、世界最大規模のコンテストであり、日本全国47都道府県全ての地域でコンテストを開催している。
その他、教育事業、美容事業、医療健康事業、スポーツイベント事業など、複数の会社を経営している。
著書に『10万人が注目! 科学的に正しい人生を変える筋トレ』（SBクリエイティブ）がある。